# Miomir Žužul
Miomir Žužul (Split, 1955. június 19.) horvát diplomata és politikus. Jelenleg vezető nemzetközi politikai tanácsadó az Arnold & Porter Kaye Scholer LLP cégnél Washingtonban.

## Élete és pályafutása
Splitben született 1955. június 19-én. 1987-ben pszichológiából doktorált a Zágrábi Egyetemen, majd konfliktuskezelésből doktorált a Harvard Egyetem John F. Kennedy Kormányzati Karán. 1990-ben a Zágrábi Egyetem Bölcsészet- és Társadalomtudományi Karának rendes tanára lett. Politikai pályafutását a Horvát Szocialista Köztársaság Kommunista Pártjának tagjaként kezdte. 1987-ben kilépett a pártból, és a kommunizmus bukásával belépett a Horvát Demokratikus Közösség (HDZ) új, meghatározó jobboldali pártjába. Korai diplomáciai pályafutása során Žužul sok fontos emberrel barátkozott az amerikai politikai és üzleti körökben. Gyakran úgy tekintenek rá, mint az egyik leginkább Amerika-barát politikusra Horvátországban. 1993 és 1996 között horvát ENSZ-nagykövet volt.  A horvát tárgyalócsoport tagjaként részt vett a Washingtoni Megállapodásban (1994) és a Daytoni Megállapodásban (1995). 1996 és 2000 között Horvátország egyesült államokbeli nagykövete volt.  A 2000-es évek elején Ivo Sanader egyik legmegbízhatóbb szövetségese volt a HDZ vezetéséért folytatott harcában.
2003 decemberében az Ivo Sanader-kormány külügyminiszterévé nevezték ki.  2004-ben a különböző horvát médiák elkezdték közzétenni a Žužult érintő állítólagos korrupciós botrányok részleteit. Bár Žužul tagadta ezeket a vádakat, még Sanader parlamenti szövetségesei közül is néhányan kifejezték óhajukat, hogy elmozdítsák pozíciójából. Sanader ellenállt ennek a nyomásnak, és Žužul megtartotta posztját. A horvát parlament felmentette Žužult az ellene emelt vádak alól, és a Žužul elleni korrupciós vádakat kezdetben közölt sajtóorgánumok többsége visszavonta közléseit, míg a többiek ellen bírósági eljárás van folyamatban. 2005 januárjában azonban Žužul mégis bejelentette lemondását, mert nem akarta terhelni a kormányt, és februárban hivatalosan is távozott posztjáról. 2007. augusztus 17-én, az Európai Biztonsági és Együttműködési Szervezet soros elnöke, Miguel Angel Moratinos spanyol külügyminiszter Žužult nevezte ki, személyes képviselőjévé egy grúziai misszióban egy augusztus 6-án Grúzia területét ért állítólagos orosz rakétacsapás kapcsán.

## Fordítás
Ez a szócikk részben vagy egészben  a   Miomir Žužul című angol Wikipédia-szócikk ezen változatának fordításán alapul.  Az eredeti cikk szerkesztőit annak laptörténete sorolja fel. Ez a jelzés csupán a megfogalmazás eredetét és a szerzői jogokat jelzi, nem szolgál a cikkben szereplő információk forrásmegjelöléseként.